# Commodore Educator 64

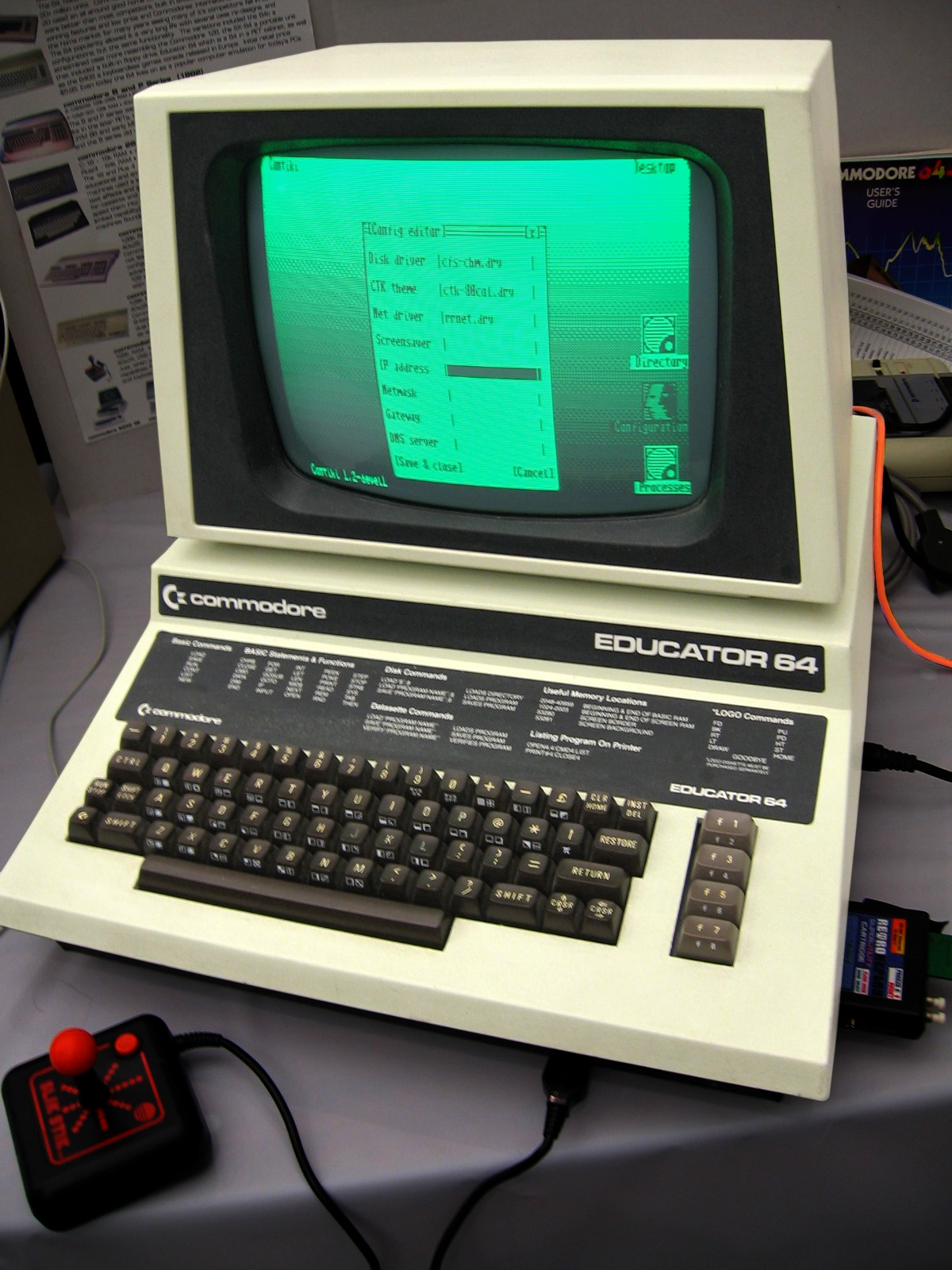
Il modello Educator64.

Il modello Educator 64 conosciuto anche come PET 64 o Model 4064 è un microcomputer prodotto dalla Commodore Business Machines nel 1983. Questo modello veniva venduto alle scuole in sostituzione al vecchio modello Commodore PET. La sigla 4064 seguiva la convenzione già usata nei modelli PET (erano infatti stati messi in commercio il 4008, il 4016 ed il 4032). Dacché le ultime due cifre del codice indicavano la quantità di memoria RAM, il modello 4064 era dotato di 64 KB di memoria.
Il modello Educator 64 è costruito adottando la scheda madre del Commodore 64 ed una linea di monitor a fosfori verdi.
Nello spazio sopra la tastiera erano indicati i comandi del linguaggio Basic 2.0. La sola differenza tra l'Educator 64 e gli altri modelli erano le capacità grafiche. L'Educator 64 poteva visualizzare gradazioni di verde mentre gli altri modelli, il PET 64 ed il 4064, erano monocromatici.
L'Educator 64 fu venduto in pochi esemplari. Molti titoli progettati per il Commodore 64 davano per scontata la presenza dei colori e quindi avevano una resa inferiore sul display monocromatico.